# گمینا لیپینکی
گمینا لیپینکی (به لهستانی:  Gmina Lipinki) یک گمینا در لهستان است که در شهرستان گورلیتسه واقع شده‌است. گمینا لیپینکی ۶۶٫۱۶ کیلومتر مربع مساحت و ۶٬۸۰۷ نفر جمعیت دارد.